# Jonas Jeppesen
Jonas Jeppesen (ur. 3 stycznia 1998 w Esbjergu) – duński żużlowiec.

## Życiorys
W lidze polskiej reprezentant klubów: Polonia Piła (2019), Ostrovii Ostrów Wielkopolski (2020) oraz Włókniarza Częstochowa (2021), natomiast w lidze brytyjskiej startował w barwach klubów: Somerset (2018) i Ipswich (2018).

## Przynależność klubowa
Polska
- TŻ Ostrovia (2017)
- Polonia Piła (2019)
- TŻ Ostrovia (2020)
- Włókniarz Częstochowa (2021–2022)
- Stal Rzeszów (2023)
  - AC Landshut (Niemcy, 2023, wyp.)
- PKS Polonia Piła  (2024)
- Speedway Kraków (2025–)

## Osiągnięcia
Największe osiągnięcia:
- finalista indywidualnych mistrzostw świata juniorów (2019 – VIII miejsce),
- trzykrotny brązowy medalista drużynowych mistrzostw świata juniorów (2016, 2017, 2019),
- dwukrotny srebrny medalista drużynowych mistrzostw Europy juniorów (2016, 2019),
- czterokrotny medalista młodzieżowych indywidualnych mistrzostw Danii juniorów: dwukrotnie złoty (2016, 2019) srebrny (2018) oraz brązowy (2017),
- w latach 2017–2020 trzykrotny finalista indywidualnych mistrzostw Danii (najlepszy wynik: 2020 – VII miejsce).